# Аполлон Бремера
Аполлон Бремера или парусник Бремера (лат. Parnassius bremeri) — дневная бабочка семейства Парусники (Papilionidae).
Видовое название дано в честь русского натуралиста и энтомолога — Оттона Васильевича Бремера (1812—1873).

## Описание

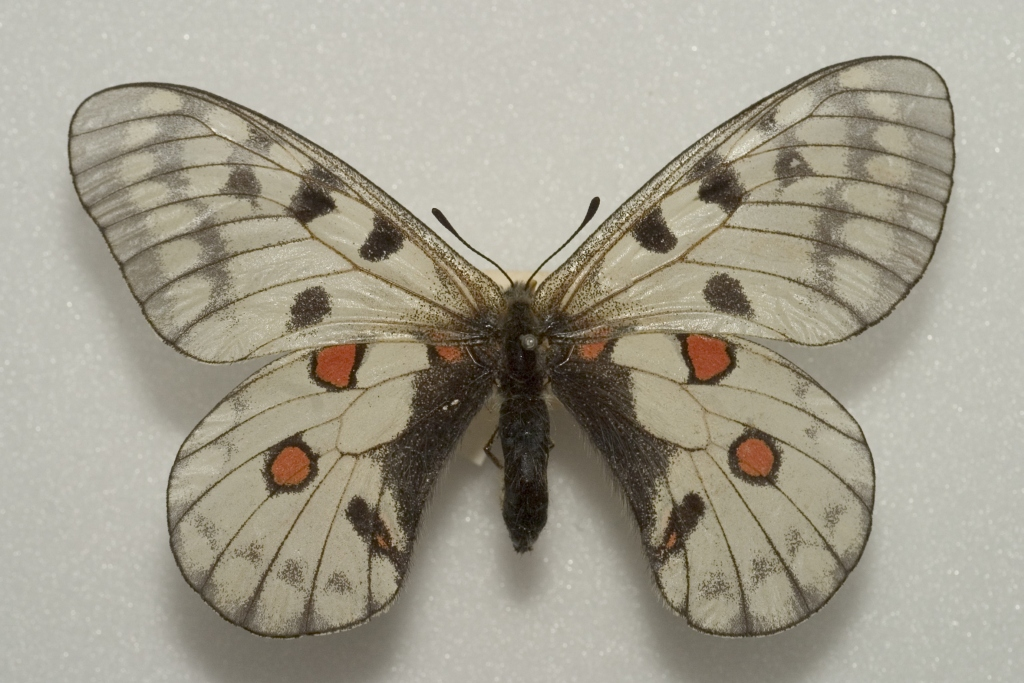

Длина переднего крыла самцов — около 35 мм, у самок — 35-40 мм. Размах крыльев самцов 46-65, самок 50-70 мм. Стержни усиков тёмные, практически без просветлений, с чёрной булавой. Крылья белого цвета с густым напылением чёрными чешуйками по жилками. У бабочек, только что вышедших из куколки, крылья сначала желтоватые. Передние крылья самцов с прозрачной неширокой каймой. Передние крылья самки с тремя поперечными прозрачными полосками. Нижние крылья закруглены. Глаза гладкие, крупные, снабженные маленькими бугорками, на которых сидят короткие щетинки. Задние крылья у обоих полов несут на себе пару красных удлинённых пятен.

## Ареал
Редкий локально встречающийся вид. Россия (Забайкалье, Приамурье, Приморье, остров Кунашир), Северо-Восточный Китай, Северная Корея, Япония (остров Хоккайдо).
Как и другие представители рода Аполлон Бремера образует локальные популяции, не имеющие между собой контактов. Из-за сильной стенотопности вида и слабой миграционной способности скрещивание между популяциями практически не происходит. 
В Забайкалье вид известен из окрестностей с. Покровка, Читы и станции Яблоново. На территории Бурятии обитает в среднем течении Чикоя.
Численность бабочек в пределах одного и того же местообитания может резко отличаться по годам.

## Биология
Развивается в одном поколении. Время лёта с начала второй декады июня до конца месяца. Бабочки обитают на склонах южных экспозиций, крутых щебнистых сухих склонах, на скальных выходах с обязательно произрастающими очитками (Sedum sp.) — кормовыми растениями гусениц. Бабочки ведут исключительно дневной образ жизни и активны только в солнечную погоду. Летают медленно, часто планируют, присаживаясь на различные цветущие растения. Самки нередко сидят в траве, а будучи напуганными — резко взлетают и перелетают на расстояния до 100 метров. Гусеницы зимуют на последних возрастах. Активны только в солнечную погоду, а в пасмурные дни прячутся в сухой траве и под камнями.

## Подвиды
- P. b. conjunctus Staudinger, 1901
- P. b. graeseri Honrath, 1885
- P. b. amgunensis Sheljuzhko, 1928
- P. b. hakutozana Matsumura, 1927
- P. b. orotschonica Bang-Haas, 1927
- P. b. solonensis Bang-Haas, 1927
- P. b. pakianus Murayama, 1964
- P. b. lumen Eisner, 1968
- P. b. nipponus Kreuzberg, 1992